# Valiato de Kastamonu
El valiato de Kastamonu (en turco otomano: ولايت قسطمونى‎, romanizado: Vilâyet-i Kastamuni) fue una división administrativa de primer nivel (valiato) del Imperio otomano, establecida en 1867 y abolida en 1922. A principios del siglo XX, según se informa, tenía un área de 19 300 millas cuadradas (49 987 km²), mientras que los resultados preliminares del primer censo otomano de 1885 (publicado en 1908) arrojaron una población de 1 009 460. La precisión de las cifras de población varía de "aproximada" a "meramente conjetura" según la región de la que se obtuvieron. 

## Historia
En la década de 1920, el británico GW Prothero describió la región como montañosa y con una población principalmente musulmana. 

## Economía
El valiato no era conocido por su gran producción agrícola, a pesar de ser descrito como un terreno fértil en 1920. La mayor parte de la producción agrícola se mantiene dentro del valiato, siendo consumida por la población. Lo que se produjo incluía trigo, cebada, maíz, garbanzos, hiel y roble valonia. También se producía una pequeña cantidad de opio y algodón en la región. La producción de seda estaba activa en la zona sur a pequeña escala, al igual que la ganadería. El área utilizada para extraer plomo y níquel.
En el valiato también se producían telas, de lana y pelo de cabra, que se vendían principalmente a los lugareños. Sinope producía tela de algodón con bordados detallados. En la parte occidental del valiato se producían alfombras. Sinope e Ineboli eran centros de construcción de barcos.

## Divisiones administrativas
Sanjacados del valiato:
1. Sanjacado de Kastamonu (Kastamonu, İnebolu, Safranbolu, Taşköprü, Daday, Cide, Tosya, Araç)
2. Sanjacado de Kengiri (Çankiri, Çerkeş)
3. Sanjacado de Sinob (Sinope, Boyabat, Ayancık)

- Sanjacado de Bolu (o de Boli), ahora provincia de Bolu, era un sanjacado independiente dentro de las fronteras de Kastamonu.[8] Localidades dentro del sanjacado: Bolu, Karadeniz Ereğli, Bartın, Gerede, Göynük, Akçakoca, Düzce, Devrek, Mudurnu.